# Славовиці
Славовиці (пол. Sławowice) — село в Польщі, у гміні Волув Воловського повіту Нижньосілезького воєводства.
Населення — 98 осіб (2011).
У 1975-1998 роках село належало до Вроцлавського воєводства.

## Демографія
Демографічна структура станом на 31 березня 2011 року:
|          | Загалом | Допрацездатний вік | Працездатний вік | Постпрацездатний вік |
| -------- | ------- | ------------------ | ---------------- | -------------------- |
| Чоловіки | 48      | 7                  | 35               | 6                    |
| Жінки    | 50      | 9                  | 31               | 10                   |
| Разом    | 98      | 16                 | 66               | 16                   |